# Trujący Bluszcz
Trujący Bluszcz (oryg. Poison Ivy; alter ego dr Pamela Lillian Isley) – postać fikcyjna występująca w komiksach wydawnictwa DC Comics. Stworzona przez pisarza Roberta Kanighera i artystę Carmine Infantino, zadebiutowała w Batman #181 (czerwiec 1966) i stała się jednym z głównych wrogów superbohatera Batmana. W komiksach jest przedstawiana jako doktor botaniki, która stała się mizantropijną ekoterrorystką ze zdolnością kontrolowania życia roślinnego.

## Historia
Pochodzenie Trującej Bluszcz zostało przedstawione w opowiadaniu Neila Gaimana „Pavane” (Secret Origins #36, 1988), w którym ogłasza się  córką natury i prawowitą władczynią świata roślin. Późniejsze historie rozwinęły jej genezę, ukazując, że jej moce pochodzą od siły środowiskowej znanej jako Zieleń – mistycznej energii łączącej całą florę na Ziemi. Jest uznawana za jedną najpiękniejszych kobiet w Uniwersum DC i często jest przedstawiana jako kusicielka. Zwykle pojawia się boso, z długimi, rozpuszczonymi włosami i pnączami oplatającymi jej ciało. Jej charakterystyczny strój to zielony, jednoczęściowy kostium ozdobiony liśćmi, choć jej wygląd zmienia się w zależności od interpretacji – od naturalnego odcienia skóry po zielonkawy ton sugerujący jej nadludzką naturę.
Pamela określa siebie mianem „ekoterrorystką o globalnym znaczeniu” i konsekwentnie walczy o ochronę środowiska, choć jej metody bywają radykalne. W odcinku Gotham Girls „Pave Paradise” próbuje nakłonić burmistrza Gotham City do powstrzymania wycinku parku, przypominając mu jego obietnicę wyborczą. W serii Gotham City Sirens ujawnia, że całość swoich 30 milionów dolarów, zdobytych w wyniku spisku z Hushem, przekazała na program zalesiania
Postać Pameli Isley pojawia się w wielu komiksach i filmowych adaptacjach, m.in.: Poison Ivy: Cycle of life and Death, The New 52, Batman i Robin czy komiksach i serialu Harley Quinn, gdzie szczególnie podkreśla się jej więź z naturą i skomplikowaną relację z Harley Quinn.

### Relacje z Harley Quinn
Seria komiksów i serial animowany Harley Quinn przedstawia Pamelę jako najlepszą przyjaciółkę Harley Quinn, a następnie jej kochankę. W komiksie Harley Quinn: The Animated Series – The Eat. Bang! Kill. Tour bohaterki wspólnie wyruszają w podróż po wydarzeniach z drugiego sezonu serialu animowanego, eksplorując swoją nową romantyczną relację. W serialu animowanym Harley Quinn ich relacja rozwija się od przyjaźni do romantycznego związku, co zostało pozytywnie przyjęte przez fanów i krytyków za realistyczne przedstawienie związku.
Tee Franklin, scenarzystka komiksu Harley Quinn: The Animated Series - Eat. Bang! Kill. Tour jest pierwszą czarnoskórą kobietą, która pisała historie o Harley Quinn i Poison Ivy. Franklin, będąca osobą autystyczną, wprowadza do swoich prac reprezentację osób z niepełnosprawnościami, choć nie ma oficjalnych informacji, że postać Pameli została przedstawiona jako osoba ze spektrum autyzmu
W serii komiksowej Injustice: Gods Among Us ujawniono, że w tej alternatywnej linii czasowej bohaterki są małżeństwem.

## Umiejętności
Kontrola nad roślinnością
Potrafi manipulować florą, zmuszając rośliny do szybszego wzrostu, zmiany kształtu czy atakowania przeciwników. Może również przekształcać otoczenie w obszary, gdzie roślinność działa na jej korzyść, tworząc naturalne pułapki.
W niektórych wersjach, takich jak The New 52 potrafi  integrować się z roślinnością, co pozwala jej na regenerację i komunikację z florą na poziomie molekularnym.
Odporność na toksyny i trucizny
Jej krew zawiera substancje toksyczne, które mogą być śmiertelne dla innych istot. Ponadto jej organizm jest niewrażliwy na wszelkie znane trucizny, wirusy i patogeny.
Długowieczność
Mutacje genetyczne, które zaszły w jej organizmie znacznie spowalniają jej proces starzenia.
W niektórych interpretacjach, jej zdolność do łączenia się z roślinami pozwala jej na regenerację uszkodzonych tkanek, co czyni ją niezwykle trudną do pokonania.

## Adaptacje
Serial animowany Batman (1992)
Trujący Bluszcz pojawia się jako jedna z głównych antagonistek Batmana. Jej postać jest przedstawiona jako ekologiczna terrorystka, która walczy o ochronę środowiska za wszelką cenę. W tej animacji głosu Trującej Bluszcz użyczyła Diane Pershing.
Film Batman i Robin (1997)
W tym filmie w rolę Pameli wcieliła się Uma Thurman, a jej interpretacja postaci była pełna zmysłowości i teatralności, co wiernie oddając charakter komiksowej bohaterki.
Harley Quinn (2019)
W tym animowanym serialu dla dorosłych postać jest przedstawiona jako najlepsza przyjaciółka, a później partnerka Harley Quinn. Ich relacja ewoluuje w miarę rozwoju fabuły, ukazując głębię i złożoność obu postaci. W tej adaptacji głosu Trującej Bluszcz użyczyła Lake Bell.

## Wersje alternatywne

### Batman: Arkham
W serii gier Batman: Arkham Trujący Bluszcz stanowi jedno z najważniejszych zagrożeń dla Gotham. Jej design jest bardziej realistyczny niż w komiksach – jej skóra ma zielonkawy odcień, a ubranie jest wykonane z żywych roślin. W Batman: Arkham Asylum zostaje uwolniona przez Jokera i przejmuje kontrolę nad roślinnością w zakładzie. W Batman: Arkham City jest bardziej antybohaterką niż złoczyńcą, pomagając Batmanowi w zamian za jego przysługę. W Batman: Arkham Knight jej poświęcenie ratuje Gotham przed toksyną Stracha na Wróble – jej śmierć kończy jej wątek fabularny.

### Batman: White Knight
W alternatywnym uniwersum Batman: White Knight, gdzie Joker zostaje wyleczony i staje się Jackiem Napierem, Trujący Bluszcz pojawia się jako jedna z wielu złoczyńców Gotham. Jest częścią grupy złoczyńców kontrolowanych przez Napiera, który chce wykorzystać ich moce do przekształcenia miasta. Jej relacja z Harley jest tu bardziej skomplikowana – wspiera ją, ale nie jest jej kochanką. Jej moce nie są tak mistyczne jak w innych wersjach, bardziej koncentruje się na truciznach i manipulacji biochemicznej.

### Injustice: Gods Among Us
W komiksach opartych na grze Injustice: Gods Among Us Trujący Bluszcz odgrywa kluczową rolę w walce pomiędzy reżimem Supermana a rebelią Batmana. Jest początkowo członkinią Legionu Zagłady, ale jej lojalność nie jest jednoznaczna. Pomaga Harley Quinn w ucieczce przed siłami reżimu, co sugeruje ich bliską relację. W pewnym momencie jej moce zostają wzmocnione do poziomu niemal boskiego, gdy zaczyna czerpać energię bezpośrednio z Zieleni. Zostaje zabita przez Killer Croca, który uznaje ją za zagrożenie dla ekosystemu Gotham.

### The New 52
W ramach restartu Uniwersum DC nazywanego The New 52, historia Pameli została odświeżona, a jej zdolności stały się znacznie potężniejsze. Jej połączenie z naturą stało się silniejsze, a zdolność kontroli roślin niemal mistyczna. Ujawniono, że jej ciało składa się częściowo z materiału roślinnego, co pozwala jej regenerować się po poważnych obrażeniach. W tej ciągłości fabularnej Pamela początkowo pracowała dla Wayne Enterprises jako naukowiec.

## Odbiór
Trujący Bluszcz jest postacią, która na przestrzeni lat spotkała się ze zróżnicowanym odbiorem ze strony krytyków. W serialu Batman jej postać została doceniona za złożoność psychologiczną oraz unikalne motywacje, które wyróżniały ją na tle innych przeciwników Batmana. Diane Pershing, użyczająca jej głosu, otrzymała pozytywne recenzje za interpretację Ivy jako zimnej, lecz uwodzicielskiej femme fatale o wyraźnym ekologicznym przesłaniu.
W filmie Batman i Robin rola Bluszcz, grana przez Umę Thurman, spotkała się z mieszanym przyjęciem. Krytycy zwracali uwagę na przesadnie kampową grę aktorską i stylizację postaci, które nie pasowały do bardziej mrocznego tonu wcześniejszych filmów z serii. Mimo to, niektórzy recenzenci docenili jej przedstawienie postaci za dostosowanie się do komiksowej konwencji i wprowadzenie elementu zabawy do filmu.
Współczesne interpretacje Trującej Bluszcz, szczególnie w serialu Harley Quinn, spotkały się z dużym uznaniem. Krytycy chwalili sposób, w jaki twórcy rozwijają jej relację z Harley, przedstawiając ją jako złożoną i wielowymiarową bohaterkę. Ich związek uznano za jedno z najlepiej napisanych queerowych partnerstw w animacji, co podkreślił m.in. serwis Them.
Trujący Bluszcz jest często postrzegana jako ikona feministyczna, reprezentująca złożoność i siłę kobiecych postaci w uniwersum DC.